# Begonia pteridiformis
Espèce
Begonia pteridiformis est une espèce de plantes de la famille des Begoniaceae.
Elle a été décrite en 2010 par Thamarat Phutthai (2010).